# Fagnon
Fagnon ist eine französische Gemeinde mit 341 Einwohnern (Stand: 1. Januar 2022) im Département Ardennes in der Region Grand Est; sie gehört zum Arrondissement Charleville-Mézières und zum Kanton Charleville-Mézières-1.

## Geographie
Fagnon liegt etwa 22 Kilometer westnordwestlich von Sedan. Umgeben wird Fagnon von den Nachbargemeinden This im Norden und Nordwesten, Warcq im Nordosten, Warnécourt im Osten, Mondigny und Gruyères im Süden, Jandun im Südwesten, Thin-le-Moutier im Westen sowie Neuville-lès-This im Westen und Nordwesten.

## Bevölkerungsentwicklung
| Jahr                       | 1962 | 1968 | 1975 | 1982 | 1990 | 1999 | 2006 | 2018 |
| Einwohner                  | 190  | 189  | 212  | 282  | 334  | 345  | 356  | 350  |
| Quellen: Cassini und INSEE |      |      |      |      |      |      |      |      |

## Sehenswürdigkeiten
- Kloster Notre-Dame-des-Sept-Fontaines, ursprünglich im Jahre 1129 als Prämonstratenserkloster gegründet, heutiges Gebäude aus dem 17. Jahrhundert, seit 1980 Monument historique
- Kirche Saint-Nicaise
- Waschhaus

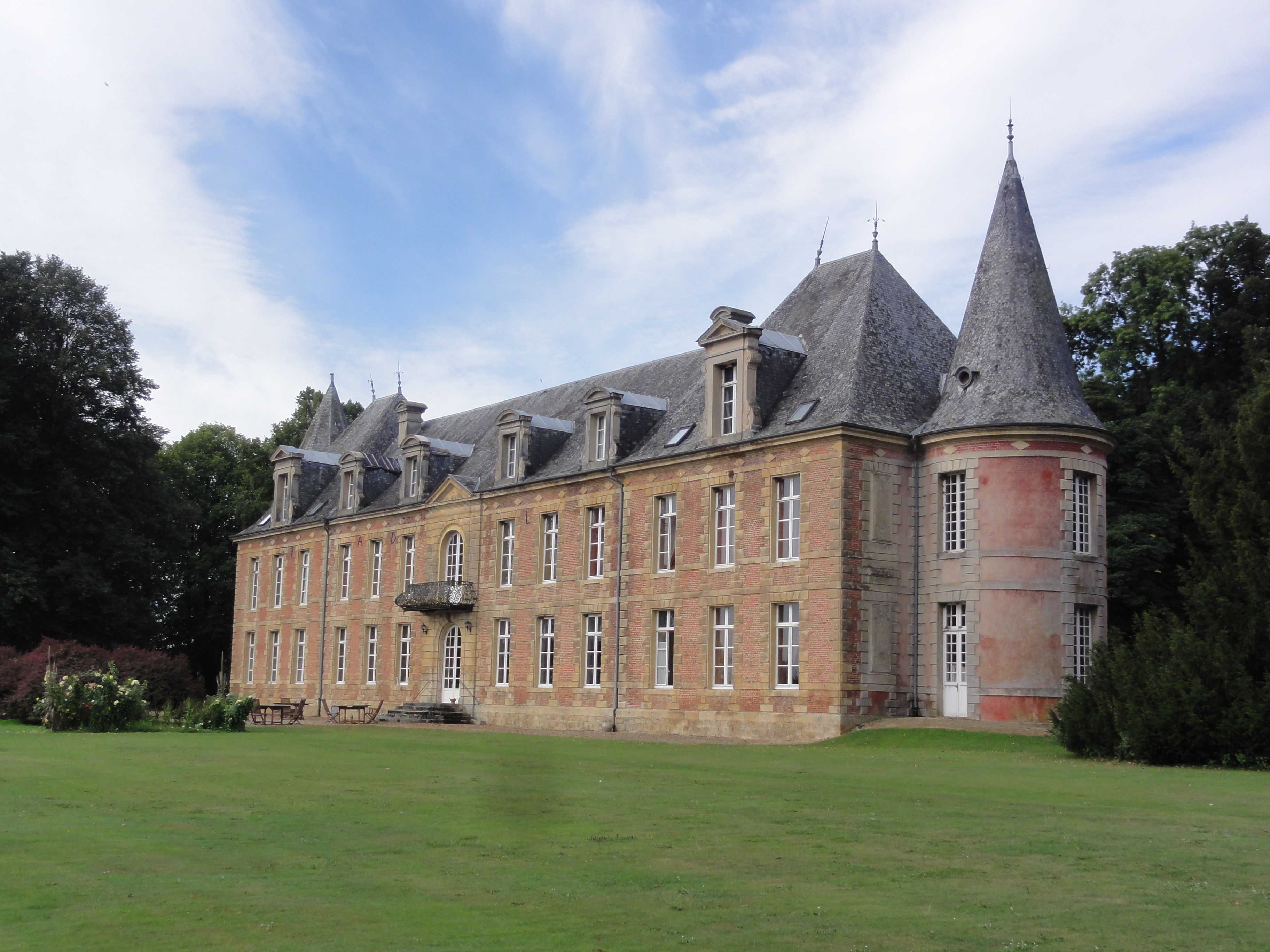
Kloster Notre-Dame-de-Sept-Fontaines
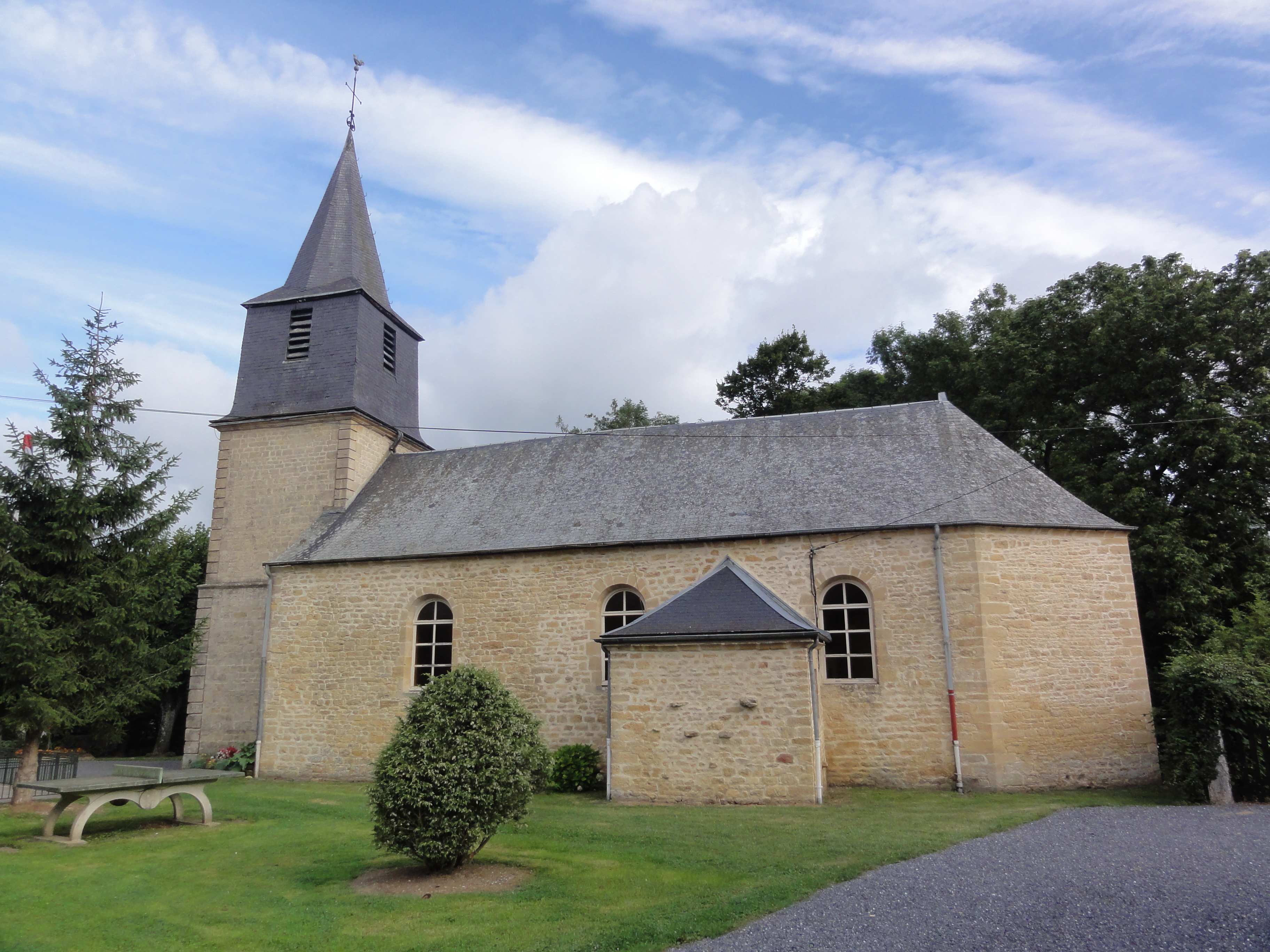
Kirche Saint-Nicaise